# San José de Aerocuar
San José de Aerocuar – miasto w Wenezueli, w stanie Sucre.